# 20420 Marashwhitman
A 20420 Marashwhitman (ideiglenes jelöléssel 1998 SN129) a Naprendszer kisbolygóövében található aszteroida. A LINEAR projekt keretében fedezték fel 1998. szeptember 26-án.